# Christelle Noah
Pour les articles homonymes, voir Noah.
Christelle Noah, née en 1987 à Soa dans la ville de Yaoundé au Cameroun, est une entrepreneure et éditrice camerounaise.

## Biographie

### Enfance, études et débuts
Christelle Noah naît à Soa en 1987. Elle effectue sa scolarité  à l’école privée Les Coccinelles de Mbankolo. Elle fréquente ensuite le collège adventiste et obtient un baccalauréat A4. Elle intègre ensuite l’université de Yaoundé I en lettres modernes françaises,.

### Carrière
Christelle intègre l’École supérieure des sciences et techniques de l’information et de la communication (ESSTIC), section Édition et Arts graphiques. En 2017 elle rencontre le Dr René N’Guettia Kouassi à l'occasion du salon des entrepreneurs africains, en Afrique du Sud. Encouragée par ces échanges, elle crée la maison d’édition Éclosion en 2019, avec pour ambition de promouvoir la littérature africaine. Elle édite notamment des livres pour enfants.
En 2021, Éclosion crée le prix littéraire OSÙ avec le CERDOTOLA et la CNPS, qui récompense des auteurs francophones camerounais. La seconde édition a lieu en 2023 à Yaoundé.
Christelle Noah participe à la 16ème édition des 72 heures du livre de Conakry dont le Cameroun était pays invité d’honneur, en avril 2024. Elle y parle des problèmes qui minent le secteur du livre au Cameroun et en Afrique. En 2024, elle participe à la 9ème édition du festival des littératures africaines, à Nantes.

## Prix et distinctions
Elle reçoit le prix Révélation entrepreneure féminin aux Panafrican Awards, le prix Meilleure création littéraire (OSÙ) au Festifous, le prix de l’Excellence professionnelle 2022-2023 du Collectif des journalistes d’investigation et en août 2024 elle est nommée meilleure jeune manager lors du Cameroon Youth Award.